# Campeonato Argentino de Rugby 1960
El Campeonato Argentino de Rugby de 1960 fue la décimo-sexta edición del torneo de uniones regionales organizado por la Unión Argentina de Rugby. Se llevó a cabo entre el 28 de agosto y el 2 de octubre de 1960. 
Por primera vez en la historia del torneo, las semifinales no se disputaron en el conurbano bonaerense, siendo disputadas en su lugar en las provincias de Sante Fe y Tucumán a pedido de la Unión de Rugby de Rosario y la Unión de Rugby del Norte.
En esta edición participó por primera vez la Unión de Rugby del Alto Valle de Río Negro y Neuquén, nueva unión regional fundada en 1959 por seis clubes provenientes de la región del Alto Valle del Río Negro. Además, la Unión Argentina de Rugby decidió suprimir la intervención del seleccionado de La Plata en el torneo a partir de este año.
El equipo de Provincia consiguió su undécimo título, venciendo a la selección de Capital en la final por 17-0.

## Equipos participantes
Participaron de esta edición catorce equipos: dos seleccionados de la Unión Argentina de Rugby y doce uniones provinciales.
| Equipo         | Unión                                                |
| -------------- | ---------------------------------------------------- |
| Alto Valle     | Unión de Rugby del Alto Valle de Río Negro y Neuquén |
| Capital        | Unión Argentina de Rugby                             |
| Córdoba        | Unión Cordobesa de Rugby                             |
| Cuyo           | Unión de Rugby de Cuyo                               |
| Mar del Plata  | Unión de Rugby de Mar del Plata                      |
| Norte          | Unión de Rugby del Norte                             |
| Provincia      | Unión Argentina de Rugby                             |
| Río Cuarto     | Unión Riocuartense de Rugby                          |
| Río Paraná     | Unión de Rugby del Río Paraná                        |
| Rosario        | Unión de Rugby de Rosario                            |
| San Juan       | Unión Sanjuanina de Rugby                            |
| Santa Fe       | Unión Santafesina de Rugby                           |
| Sur            | Unión de Rugby del Sur                               |
| Valle de Lerma | Unión de Rugby del Valle de Lerma                    |

## Partidos
|  | Ronda Preliminar | Ronda Preliminar | Ronda Preliminar |               |          | Cuartos de final       | Cuartos de final       | Cuartos de final       |  |         | Semifinal        | Semifinal        | Semifinal        |    |  | Final        | Final        | Final        |  |
|  | 28 de agosto     | 28 de agosto     | 28 de agosto     |               |          | 10 al 11 de septiembre | 10 al 11 de septiembre | 10 al 11 de septiembre |  |         | 25 de septiembre | 25 de septiembre | 25 de septiembre |    |  | 2 de octubre | 2 de octubre | 2 de octubre |  |
|  |                  |                  |                  |               |          |                        |                        |                        |  |         |                  |                  |                  |    |  |              |              |              |  |
|  |                  |                  |                  |               |          |                        |                        |                        |  |         |                  |                  |                  |    |  |              |              |              |  |
|  | Río Cuarto       | Río Cuarto       | 6                |               |          |                        |                        |                        |  |         |                  |                  |                  |    |  |              |              |              |  |
|  | Río Cuarto       | Río Cuarto       | 6                |               |          |                        |                        |                        |  |         |                  |                  |                  |    |  |              |              |              |  |
|  | Norte            | Norte            | 28               |               |          |                        |                        |                        |  |         |                  |                  |                  |    |  |              |              |              |  |
|  | Norte            | Norte            | 28               |               | Norte    | Norte                  | 12                     |                        |  |         |                  |                  |                  |    |  |              |              |              |  |
|  |                  |                  |                  |               | Norte    | Norte                  | 12                     |                        |  |         |                  |                  |                  |    |  |              |              |              |  |
|  |                  |                  | Córdoba          | Córdoba       | 5        |                        |                        |                        |  |         |                  |                  |                  |    |  |              |              |              |  |
|  | Córdoba          | Córdoba          | Córdoba          | Córdoba       | 5        | 11                     |                        |                        |  |         |                  |                  |                  |    |  |              |              |              |  |
|  | Córdoba          | Córdoba          |                  |               |          |                        |                        |                        |  |         |                  |                  |                  |    |  |              |              |              |  |
|  | Cuyo             | Cuyo             | 8                |               |          |                        |                        |                        |  |         |                  |                  |                  |    |  |              |              |              |  |
|  | Cuyo             | Cuyo             | 8                |               |          |                        |                        |                        |  | Norte   | Norte            | 5                |                  |    |  |              |              |              |  |
|  |                  |                  |                  |               |          |                        |                        |                        |  | Norte   | Norte            | 5                |                  |    |  |              |              |              |  |
|  |                  |                  | Provincia        | Provincia     | 6        |                        |                        |                        |  |         |                  |                  |                  |    |  |              |              |              |  |
|  | Alto Valle       | Alto Valle       | Provincia        | Provincia     | 6        | 8                      |                        |                        |  |         |                  |                  |                  |    |  |              |              |              |  |
|  | Alto Valle       | Alto Valle       |                  |               |          |                        |                        |                        |  |         |                  |                  |                  |    |  |              |              |              |  |
|  | Sur              | Sur              | 12               |               |          |                        |                        |                        |  |         |                  |                  |                  |    |  |              |              |              |  |
|  | Sur              | Sur              | 12               |               | Sur      | Sur                    | 5                      |                        |  |         |                  |                  |                  |    |  |              |              |              |  |
|  |                  |                  |                  |               | Sur      | Sur                    | 5                      |                        |  |         |                  |                  |                  |    |  |              |              |              |  |
|  |                  |                  | Provincia        | Provincia     | 39       |                        |                        |                        |  |         |                  |                  |                  |    |  |              |              |              |  |
|  |                  |                  | Provincia        | Provincia     | 39       |                        |                        |                        |  |         |                  |                  |                  |    |  |              |              |              |  |
|  |                  |                  |                  |               |          |                        |                        |                        |  |         |                  |                  |                  |    |  |              |              |              |  |
|  |                  |                  |                  |               |          |                        |                        |                        |  |         |                  |                  |                  |    |  |              |              |              |  |
|  |                  |                  |                  |               |          |                        |                        |                        |  |         |                  | Provincia        | Provincia        | 17 |  |              |              |              |  |
|  |                  |                  |                  |               |          |                        |                        |                        |  |         |                  |                  |                  | 17 |  |              |              |              |  |
|  |                  |                  | Capital          | Capital       | 0        |                        |                        |                        |  |         |                  |                  |                  |    |  |              |              |              |  |
|  | Valle de Lerma   | Valle de Lerma   | Capital          | Capital       | 0        | 6                      |                        |                        |  |         |                  |                  |                  |    |  |              |              |              |  |
|  | Valle de Lerma   | Valle de Lerma   |                  |               |          |                        |                        |                        |  |         |                  |                  |                  |    |  |              |              |              |  |
|  | Rosario          | Rosario          | 16               |               |          |                        |                        |                        |  |         |                  |                  |                  |    |  |              |              |              |  |
|  | Rosario          | Rosario          | 16               |               | Rosario  | Rosario                | 9                      |                        |  |         |                  |                  |                  |    |  |              |              |              |  |
|  |                  |                  |                  |               | Rosario  | Rosario                | 9                      |                        |  |         |                  |                  |                  |    |  |              |              |              |  |
|  |                  |                  | Mar del Plata    | Mar del Plata | 0        |                        |                        |                        |  |         |                  |                  |                  |    |  |              |              |              |  |
|  | Mar del Plata    | Mar del Plata    | Mar del Plata    | Mar del Plata | 0        | 10                     |                        |                        |  |         |                  |                  |                  |    |  |              |              |              |  |
|  | Mar del Plata    | Mar del Plata    |                  |               |          |                        |                        |                        |  |         |                  |                  |                  |    |  |              |              |              |  |
|  | Río Paraná       | Río Paraná       | 0                |               |          |                        |                        |                        |  |         |                  |                  |                  |    |  |              |              |              |  |
|  | Río Paraná       | Río Paraná       | 0                |               |          |                        |                        |                        |  | Rosario | Rosario          | 3                |                  |    |  |              |              |              |  |
|  |                  |                  |                  |               |          |                        |                        |                        |  | Rosario | Rosario          | 3                |                  |    |  |              |              |              |  |
|  |                  |                  | Capital          | Capital       | 14       |                        |                        |                        |  |         |                  |                  |                  |    |  |              |              |              |  |
|  | San Juan         | San Juan         | Capital          | Capital       | 14       | 18                     |                        |                        |  |         |                  |                  |                  |    |  |              |              |              |  |
|  | San Juan         | San Juan         |                  |               |          |                        |                        |                        |  |         |                  |                  |                  |    |  |              |              |              |  |
|  | Santa Fe         | Santa Fe         | 6                |               |          |                        |                        |                        |  |         |                  |                  |                  |    |  |              |              |              |  |
|  | Santa Fe         | Santa Fe         | 6                |               | San Juan | San Juan               | 3                      |                        |  |         |                  |                  |                  |    |  |              |              |              |  |
|  |                  |                  |                  |               | San Juan | San Juan               | 3                      |                        |  |         |                  |                  |                  |    |  |              |              |              |  |
|  |                  |                  | Capital          | Capital       | 25       |                        |                        |                        |  |         |                  |                  |                  |    |  |              |              |              |  |
|  |                  |                  | Capital          | Capital       | 25       |                        |                        |                        |  |         |                  |                  |                  |    |  |              |              |              |  |
|  |                  |                  |                  |               |          |                        |                        |                        |  |         |                  |                  |                  |    |  |              |              |              |  |
|  |                  |                  |                  |               |          |                        |                        |                        |  |         |                  |                  |                  |    |  |              |              |              |  |
|  |                  |                  |                  |               |          |                        |                        |                        |  |         |                  |                  |                  |    |  |              |              |              |  |
|  |                  |                  |                  |               |          |                        |                        |                        |  |         |                  |                  |                  |    |  |              |              |              |  |

### Ronda Preliminar
| 28 de agosto | Río Cuarto                            | 6 - 28  | Norte                                                                            | Río Cuarto,                |                            |
|              | Tries: M. Libardi Penales: R. Ramallo | Reporte | Tries: J. Esteban R. Azcárate E. Medina C. Diambra Conversiones: J. Paz J. Nucci | Árbitro(s): Ramón Corbelle | Árbitro(s): Ramón Corbelle |

| 28 de agosto | Córdoba                                                             | 11 - 8  | Cuyo                                                   | Córdoba,                      |                               |
|              | Tries: A. Dogliani A. Quetglas E. Quetglas Conversiones: J. Fatauro | Reporte | Tries: J. Aldao L. Chaluleu Conversiones: R. Higginson | Árbitro(s): Juan C. di Franco | Árbitro(s): Juan C. di Franco |

| 28 de agosto                                                | Alto Valle                                                    | 8 - 12  | Sur                                               | Cipolletti,               |                           |
|                                                             | Tries: J. Pagano Conversiones: O. Di Lella Penales: J. Pagano | Reporte | Tries: R. Urriza O. Marcolini Penales: T. Hawkins | Árbitro(s): Sergio Losada | Árbitro(s): Sergio Losada |
| Primera victoria de la Unión de Rugby del Sur en el torneo. |                                                               |         |                                                   |                           |                           |

| 28 de agosto | Valle de Lerma       | 6 - 16  | Rosario                                                        | Salta,                         |                                |
|              | Penales: R. Villagra | Reporte | Tries: E. España E. Kaden O. Aletta Conversiones: J. Caballero | Árbitro(s): Casimiro Gutiérrez | Árbitro(s): Casimiro Gutiérrez |

| 28 de agosto | Mar del Plata                                                   | 10 - 0  | Río Paraná | Mar del Plata,               |                              |
|              | Tries: O. Sastre A. Galera Conversiones: O. Sastre H. Tiribelli | Reporte |            | Árbitro(s): Alberto Camardón | Árbitro(s): Alberto Camardón |

| 28 de agosto | San Juan                                                            | 18 - 6  | Santa Fe                            | San Juan,                    |                              |
|              | Tries: E. Beretta J. Palana C. Castro A. Meli Conversiones: A. Meli | Reporte | Tries: scrum Penales: J. Giordanino | Árbitro(s): Eduardo A. Niño. | Árbitro(s): Eduardo A. Niño. |

### Cuartos de final
| 11 de septiembre | Norte                                                      | 12 - 5  | Córdoba                                               | Tucumán,                  |                           |
|                  | Tries: R. Ritorto Penales: J. Nucci Drops: J. Nucci J. Paz | Reporte | Tries: J. Ricciardello Conversiones: C. Moyano Bourel | Árbitro(s): Juan Dell'Era | Árbitro(s): Juan Dell'Era |

| 11 de septiembre | Sur                                        | 5 - 39  | Provincia | Alem y Florida, Bahia Blanca |                              |
|                  | Tries: D. Tappatá Conversiones: T. Hawkins | Reporte | Tries: J. Guidi E. Neri R. Oliveri R. Magnani R. Schmidt E. Mitchelstein E. Holmgren Conversiones: J. Ríos I. Comas | Árbitro(s): Carlos M. Uranga | Árbitro(s): Carlos M. Uranga |

| 11 de septiembre | Rosario                                             | 9 - 0   | Mar del Plata | Rosario,                      |                               |
|                  | Tries: E. García J. Pellejero Penales: J. Caballero | Reporte |               | Árbitro(s): Eduardo A. Fornés | Árbitro(s): Eduardo A. Fornés |

| 10 de septiembre | San Juan         | 3 - 25  | Capital                                                                                       | San Juan,                      |                                |
|                  | Penales: A. Meli | Reporte | Tries: E. Krossler A. De Marco R. Hogg E. Karplus Conversiones: A. Guastella Penales: J. Lumi | Árbitro(s): Francisco Lamastra | Árbitro(s): Francisco Lamastra |

### Semifinales
| 25 de septiembre                                                                        | Norte                                    | 5 - 6   | Provincia                        | EUDEF, Tucumán         |                        |
|                                                                                         | Tries: J. Esteban Conversiones: J. Nucci | Reporte | Penales: J. Campos Drops J. Ríos | Árbitro(s): E. Aicardi | Árbitro(s): E. Aicardi |
| El partido fue suspendido por incidentes que resultaron en agresiones hacia al árbitro. |                                          |         |                                  |                        |                        |

| 25 de septiembre | Rosario               | 3 - 14  | Capital                                                                          | Rosario,                           |                                    |
|                  | Penales: J. Caballero | Reporte | Tries: R. Hogg C. Salinas J. Lumi Conversiones: A. Guastella Drops: A. Guastella | Árbitro(s): Carlos María Seminario | Árbitro(s): Carlos María Seminario |

### Final
| 2 de octubre | Provincia                                                                 | 17 - 0  | Capital | San Isidro, |  |
|              | Tries: E. Neri R. Magnani B. Otaño Conversiones: J. Ríos Penales: J. Ríos | Reporte |         |             |  |

| Bandera de la Provincia de Buenos Aires |
| Provincia Campeón                       |
| Undécimo título                         |

## Estadísticas

### Máximos anotadores
| Pos. | Nombre       | Equipo    | Try | Con. | Pen. | Drop | Pts. |
| ---- | ------------ | --------- | --- | ---- | ---- | ---- | ---- |
| 1    | J. Ríos      | Provincia |     | 6    | 2    | 1    | 21   |
| 2    | A. Meli      | San Juan  | 1   | 3    | 1    |      | 12   |
| 3    | J. Paz       | Norte     |     | 4    |      | 1    | 11   |
| 4    | J. Caballero | Rosario   |     | 2    | 2    |      | 10   |
|      | J. Nucci     | Norte     |     | 2    | 1    | 1    | 10   |